# Trimethylsulfoniumhydroxid
Trimethylsulfoniumhydroxid ist eine Sulfoniumverbindung mit Hydroxid als Anion.

## Verwendung
TMSH dient als Methylierungsreagenz und zählt daher zu den Alkylantien, was auch die Giftigkeit der Substanz begründet.
In der Gaschromatographie wird TMSH verwendet, um bestimmte Stoffgruppen in ihre methylierten Derivate umzuwandeln, damit sich deren Flüchtigkeit erhöht. So werden zum Beispiel Carbonsäureester wie Triglyceride durch Umesterung und freie Carbonsäuren durch Veresterung in ihre Methylester überführt. Auch Alkohole, Thiole und N-Heterocyclen lassen sich durch Trimethylsulfoniumhydroxid zu leicht chromatographierbaren Produkten umsetzen. Die Reaktion läuft schon bei Zimmertemperatur ab, kann jedoch durch kurzzeitiges Erhitzen auf ca. 100 °C vervollständigt werden, was für quantitative Auswertungen Voraussetzung ist. Als Nebenprodukt bei Umsetzungen dieser Art entsteht Dimethylsulfid.